# Hasso Eßbach
Hasso Eßbach (* 9. März 1909 in Chemnitz; † 13. November 1992 in Möser) war ein deutscher Arzt und Pathologe. Er wirkte von 1954 bis 1974 als Inhaber des Lehrstuhls für Pathologie an der Medizinischen Akademie Magdeburg und darüber hinaus von 1954 bis 1958 als deren Gründungsrektor.

## Leben
Hasso Eßbach wurde 1909 in Chemnitz geboren und besuchte bis 1923 die Grundschule in Brunndöbra. Anschließend besuchte er von 1924 bis 1927 die Höhere Handelslehranstalt in Plauen, bevor er bis 1930 die Oberrealschule in Plauen besucht und dort sein Abitur machte. Von 1930 bis 1935 absolvierte er ein Studium der Medizin an der Universität Leipzig, das er 1936 mit der Promotion und Approbation abschloss.
Er trat dem NSDÄB-Nationalsozialistischen Deutschen Ärztebund bei, beantragte am 27. Dezember 1937 die Aufnahme in die NSDAP und wurde rückwirkend zum 1. Mai desselben Jahres aufgenommen (Mitgliedsnummer 5.807.704). Nach seinem praktischen Jahr an der Chirurgischen Klinik der Medizinischen Fakultät der Universität Leipzig war er ab 1937 als Assistenzarzt am Pathologisch-Bakteriologischen Institut des Leipziger St.-Georg-Krankenhauses tätig, um sich zum Pathologen weiterzubilden. Im Jahr 1939 wechselte er an das Institut für Pathologie, 1943 habilitierter er mit der Dissertation „Die Meningeome vom Standpunkt der organoiden Geschwulstbetrachtung“ an der Medizinischen Fakultät der Universität Leipzig.
Von 1943 bis 1947 war er stellvertretender Prosektor im Pathologisch-Anatomischen Institut der Medizinischen Fakultät an der Universität Leipzig. Ab 1944 war er auch als Privatdozent für Pathologie tätig. 1948 wurde er Oberassistent und 1949 Prosektor am Pathologisch-Anatomischen Institut sowie 1951 Professor für pathologische Anatomie mit Lehrauftrag. Am 1. April 1952 wurde er Direktor des Instituts für Pathologie in Magdeburg. Zum Ende des gleichen Jahres wurde er Ärztlicher Direktor des Städtischen Gustav-Ricker-Krankenhauses in Magdeburg-Sudenburg. In dieser Position setzte er sich für die Gründung einer medizinischen Hochschule in Magdeburg ein. Mit Gründung der Medizinischen Akademie Magdeburg am 7. September 1954 wurde er dessen erster Rektor und Inhaber (Ordinarius) des Lehrstuhl für Pathologie. Er blieb Rektor der Medizinischen Akademie Magdeburg bis 1958 und war danach bis 1967 Prorektor für Forschung. Das Institut für Pathologie führte er als dessen Direktor bis 1974. Er war auch Professor für pathologische Anatomie an der Akademie für Ärztliche Fortbildung der DDR in Berlin-Lichtenberg.
Ab dem 24. Mai 1965 war er Ordentliches Mitglied der Sächsischen Akademie der Wissenschaften in Leipzig.

## Auszeichnungen
- Vaterländischer Verdienstorden in Silber (1960)[3]
- Rudolf-Virchow-Preis (1961)
- Ehrendoktorwürde der Medizinischen Akademie Magdeburg (23. Oktober 1973).

## Wissenschaftliches Wirken
Schwerpunkt der Tätigkeit von Hasso Eßbach in Forschung und Lehre war neben der Neuropathologie die Kinderpathologie. Auf diesem Gebiet veröffentlichte er 1961 mit dem Werk „Paidopathologie“ das erste deutschsprachige Standardwerk.

## Werke (Auswahl)
- Paidopathologie. Leipzig 1961
- Plazenta und Eihäute. Jena 1966 (als Mitherausgeber)